# Callionymus filamentosus
Callionymus filamentosus is een straalvinnige vis uit de familie van pitvissen (Callionymidae), orde van baarsachtigen (Perciformes). De vis kan een lengte bereiken van 20 centimeter.

## Leefomgeving
Callionymus filamentosus is een zoutwatervis. De soort komt voor in tropische en subtropische wateren in de Indische Oceaan en het westen van de Grote Oceaan op een diepte van 16 tot 100 meter. Via het Suezkanaal is de soort ook gemigreerd naar de Middellandse Zee.

## Relatie tot de mens
Callionymus filamentosus is voor de visserij van geen belang. In de hengelsport wordt er weinig op de vis gejaagd.
Voor de mens is Callionymus filamentosus ongevaarlijk.